# Génération Goldman volume 2
Albums de divers artistes
Génération Goldman
(2012)
Singles
1. Quand la musique est bonne
Sortie : 25 juin 2013
2. Nos mains
Sortie : 19 juillet 2013
3. La vie par procuration
Sortie : 23 novembre 2013
4. Pas toi
Sortie : 17 décembre 2013
5. C'est ta chance
Sortie : 4 mars 2014

Génération Goldman volume 2, deuxième opus de Génération Goldman, est un album de musique français contenant 15 chansons de Jean-Jacques Goldman interprétées par des chanteurs et des chanteuses populaires. L'album est sorti le 26 août 2013 par les labels My Major Company France et M6 Music. L'album rend hommage à l'artiste Jean-Jacques Goldman.
Le premier single de l'album est Quand la musique est bonne, interprété par Amel Bent et Soprano. Le deuxième  est Nos mains, interprété par l'ensemble de la troupe. Il est suivi par La vie par procuration, chanté par Leslie et Pauline et le dernier single est de Tal : Pas toi. Le tout dernier single est de Tal, Leslie, Amandine Bourgeois et Sofia Essaïdi: C'est ta chance. 

## Liste des pistes
Toutes les chansons sont écrites et composées par Jean-Jacques Goldman.
| No  | Titre                           | Interprètes                                    | Durée |
| --- | ------------------------------- | ---------------------------------------------- | ----- |
| 1.  | Quand la musique est bonne      | Amel Bent et Soprano                           | 3:10  |
| 2.  | Pas toi                         | Tal                                            | 4:08  |
| 3.  | Nos mains                       | Collégiale                                     | 3:33  |
| 4.  | Il changeait la vie             | Robin des Bois                                 | 3:44  |
| 5.  | Elle a fait un bébé toute seule | Elisa Tovati et Mickaël Miro                   | 3:19  |
| 6.  | Juste après                     | Emmanuel Moire et Pauline                      | 4:31  |
| 7.  | Sache que je                    | Judith                                         | 3:54  |
| 8.  | La vie par procuration          | Leslie et Pauline                              | 4:08  |
| 9.  | Encore un matin                 | Zaho                                           | 3:45  |
| 10. | Bonne idée                      | Corneille                                      | 3:22  |
| 11. | Né en 17 à Leidenstadt          | Amaury Vassili, Anggun et Damien Sargue        | 3:53  |
| 12. | Confidentiel                    | Christophe Willem                              | 3:10  |
| 13. | Un, Deux, Trois                 | Amandine Bourgeois, Mani Hoffman et Merwan Rim | 3:51  |
| 14. | Si je t'avais pas               | Bastien Lanza et Sofia Essaïdi                 | 4:04  |
| 15. | C'est ta chance                 | Collégiale                                     | 3:58  |

Vidéoclips (DVD)
1. Quand la musique est bonne (Amel Bent & Soprano : Clip officiel) - 3:31
2. Nos mains (Collégiale : Clip officiel) - 3:27
3. La vie par procuration (Leslie & Pauline : Clip officiel) - 4:07
4. Pas toi (Tal : Clip officiel) - 3:46